# Katalánský ovčák
 Katalánský ovčák je plemeno katalánského pyrenejského psa používaný především jako pastevecký pes. Je chován v Evropě, nejvíce v Katalánsku, Finsku, Německo a ve Švédsku.

## Vzhled
Psi mají od 45 do 55 cm, feny bývají o něco menší, a váží okolo 15–20 kg. Jejich srst je dlouhá, trochu zplihlá a buď rovná, nebo mírně vlnitá a může být světlá až tmavě šedá. Existuje také krátkosrstá verze tohoto plemene, ale ta již téměř vyhynula.[zdroj⁠?!]

## Povaha
Katalánský ovčák je většinou chován jako pastevecký pes nebo jako společník. Plemeno exceluje ve psích sportech, jako agility a tanec se psem.[zdroj⁠?!] Nehledě na jeho vzhled je tento odvážný pes také používán jako hlídač.
I bez instrukcí hlídá ovce.[zdroj⁠?!] Dostatek venkovních činností z něj dělá tichého a vyrovnaného domácího společníka. Plemeno je vhodné pro lidi, kteří mu mohou nabídnout jednotnou výchovu a dostatek pohybu a her. Raná socializace je důležitá, zvláště když bude pes v domácnosti s dětmi. Katalánští ovčáci brání svoji rodinu a jsou jí oddaní.

## Zdraví
Katalánští ovčáci jsou náchylní na dysplazii kyčelního kloubu.[zdroj⁠?!] Průměrně se dožívají 12 až 14 let.

## Známí psi
- Cobi - Maskot olympijských her v roce 1992 v Barceloně..[zdroj⁠?!]